# Francesco Fontebasso
Francesco Fontebasso, född 4 oktober 1707, död 31 maj 1769, var en italiensk konstnär.
Fontebasso var medhjälpare till Sebastiano Ricci, tog starka intryck av denne och av Giovanni Battista Tiepolo samt av det romerska måleriet under studier i Rom omkring år 1730. Under sin framgångsrika konstnärskarriör var han bland annat lärare i teckning vid Venedigs konstakademi och 1760-62 hovmålare i Sankt Petersburg.